# Ivo Urbančič
Ivo Urbančič, född 12 november 1930 i Robič i dåvarande Italien (i nuvarande Slovenien), död 7 augusti 2016 i Ljubljana, var en slovensk filosof. Han är en av dem som tidigast förde in fenomenologin i Slovenien. Han kan jämföras med Mihailo Đurić från Serbien, och Vanja Sutlić från Kroatien, när det gäller påverkan på filosofins utveckling under 1900-talet. 

## Uppväxt
Ivo Urbančič föddes i byn Robič nära Kobarid i vad som då var kungadömet Italiens administrativa region Juliska Venetien, och som nu är ett gränsområde mellan Kroatien, Slovenien och Italien. Familjen var jordbrukare. När han fortfarande var ett barn lämnade hans familj regionen för att fly förföljelse från fascisterna. De kom till kungadömet Jugoslavien där de spenderade sex år i byn Bistrica i sydvästra Makedonien, där en koloni slovenska immigranter från Juliska Venetien  etablerades. 1937 flyttade de till byn Črešnjevec i Slovenska Bistrica, Slovenien. Där mötte han Jože Pučnik, med vilken han knöt en livslång vänskap.

## Filosofisk inriktning
Urbančič var en av de första som introducerade filosofen Martin Heidegger i Slovenien. Han skrev också flera monografier om Friedrich Nietzsche. Han har också intresserat sig för frågor om politisk makt och individens existens i den moderna och postmoderna teknologiska världen. Han har vidare arbetat med systemteori, särskilt i studier gällande sociala system i gränslandet mellan kultur, politik och teknologi. Modern nihilism är ett annat område som han intresserat sig för. Urbančič har också skrivit flera verk om filosofins historia i de slovenska länderna.

## Utvalda filosofiska verk
- Evropski nihilizem ("The European Nihilism". Ljubljana, 1971);
- Leninova "filozofija" ("Lenin's "Philosophy"". Maribor, 1971);
- Vprašanje umetnosti in estetike na prelomu sodobne epohe: estetska in filozofska misel Dušana Pirjevca ("The Question of Art and Esthetics at the Turning Point of Our Epoch: the Ethetic and Philosophic Thought of Dušan Pirjevec". Ljubljana: 1980);
- Uvod v vprašanje naroda ("Introduction on the Question of Nation". Maribor, 1981);
- Neosholastika na Slovenskem ("Neoscholasticism in the Slovene Lands". Ljubljana, 1983);
- Zaratustrovo izročilo I & II ("Zarathursta's Legacy I & II". Ljubljana, 1993 & 1996);
- Moč in oblast ("Power and Authority". Ljubljana, 2000);
- Nevarnost biti ("The Danger of Being". Ljubljana, 2003).